# Спартанська юшка
Спартанська юшка, відома також як чорна юшка (грец. melas zomos) — традиційна страва спартанців, яку вживали під час фідітій. Цей суп виготовлявся з вареної свинячої крові, свинини, солі і оцту. Схоже, що оцет запобігав згортанню крові під час варіння.
Згідно з легендою, гість з Сібарісу — грецького міста в південній Італії, відомого своєю любов'ю до розкоші і задоволень, сказав, що розуміє, чому спартанці так легко розлучаються з життям, після того, як спробував їхню чорну юшку.
Рецепт чорної юшки не зберігся, однак супи з використанням крові і в наш час вживаються в різних країнах світу.